# Mogaung
Mogaung (in lingua birmana: မိုးကောင်း) è una città della Birmania, situata nello Stato Kachin.